# Liste des édifices religieux de Arles
Cet article présente la liste des édifices religieux situés dans le territoire de la ville de Arles.
Note : cette liste n'est pas exhaustive.

## Catholique
- Cathédrale Saint-Trophime, place de la République.
- Église de la Purification-de-Marie dite Notre-Dame-la-Major, place de la Major.
- Église Saint-Blaise, place Saint-Blaise.
- Église Saint-Césaire, place Saint-Césaire.
- Église Saint-Julien anciennement Saint-Antoine, rue du Quatre-Septembre.
- Église Sainte-Anne, place de la République.
- Église Saint-Martin, place Jean-Baptiste Massillon.
- Église abbatiale Notre-Dame de l'abbaye Saint-Pierre de Montmajour.
- Église des Prêcheurs, place Albin-Peyron.
- Église de Montplaisir, avenue De Lattre.
- Église des Trinitaires, rue de la République.
- Église des Jésuites, rue Balze.
- Église Saint-Vincent, route départementale 37 d'Albaron.
- Église Saint-Joseph, chemin de Gageron de Gageron.
- Église Saint-Hilaire, avenue des Grands Platanes de Moulès.
- Église Saint-Genest, route de la Crau de Raphèle.
- Église de Barcarin, route de l'Église de Barcarin anciennement Saint-Trophime de Salin-de-Giraud.
- Église Saint-Trophime, boulevard de la Camargue de Salin-de-Giraud.
- Église Saint-Pierre, rue des Trois Fontaines de Saliers.
- Église de la Nativité-de-la-Vierge, chemin de l'Église au Sambuc.
- Église Saint-Honorat, route Napoléon de Mas Thibert.
- Église Saint-Pierre-ès-Liens, place Saint-Pierre de Trinquetaille.
- Église des Carmes-Déchaussés, boulevard de Craponne (vestiges).
- Église Saint-Pierre et Paul, rue Mansard de Mouleyrès.
- Église Saint-Jean-de-Moustier, place Saint-Blaise (vestiges).
- Église Saint-Honorat, rue Pierre-Renaudel (ruines) aux Alyscamps.
- Église Saint-Césaire le Vieux (Ruines) aux Alyscamps.

## Chapelles
- Chapelle de la Charité, boulevard des Lices.
- Chapelle du lycée Jeanne d'Arc, rue Paul Lacroix.
- Chapelle du carmel, rue Frédéric Chevillon.
- Chapelle Saint-Bertrand, route du Bac de Barcarin du Mas de Saint-Bertrand.
- Chapelle Sainte-Croix de l'abbaye Saint-Pierre de Montmajour.
- Chapelle du collège Saint-Charles, Rond-Point des Arènes, de l'ancien couvent des Cordeliers.
- Chapelle du Grand Romieu, route de Fielouse.
- Chapelle oratoire, route de Crau de Raphèle.
- Chapelle Saint-Genest, rue Claude Saint-Michel de Trinquetaille (désaffectée).
- Chapelle Saint-Esprit de l'Hôtel Dieu, rue Dulau (désaffectée).
- Chapelle de la Genouillade, route de Crau.
- Chapelle de Villeneuve aux Salicornes, route départementale 37.
- Chapelle romane aux Alyscamps.

## Protestant/Évangélique
- Temple réformé, boulevard des Lices.
- Église évangélique, rue Sadi Carnot.
- Église évangélique, chemin de séverin.

## Musulman
- Mosquée Omar, boulevard Georges Clémenceau.
- Mosquée des arènes, rue Auguste Tardieu.
- Mosquée Rahma, rue Philippe Lebon.

## Témoins de jéhovah
- Salle du royaume des témoins de Jéhovah, avenue de la Libération

## Orthodoxe
- Chapelle orthodoxe grecque de la Dormition-de-la-Vierge, rue du Jeu de Mail de Salin-de-Giraud.